# Mioctenopsylla traubi
Mioctenopsylla traubi är en loppart som beskrevs av Holland et Jellison 1952. Mioctenopsylla traubi ingår i släktet Mioctenopsylla och familjen fågelloppor.

## Underarter
Arten delas in i följande underarter:
- M. t. traubi
- M. t. kurilensis